# František Zeman (lyžař)
František Zeman (* 10. října 1950, Vysoké nad Jizerou) je bývalý československý lyžař, sdruženář.

## Lyžařská kariéra
Na XII. ZOH v Innsbrucku 1976 skončil v severské kombinaci na 15. místě. Na Mistrovství světa v klasickém lyžování 1974 ve Falunu skončil v severské kombinaci na 17. místě.